# هاروكي ساروتو
هاروكي ساروتو (باليابانية: 猿田 遥己) (مواليد 23 أبريل 1999) هو لاعب كرة قدم ياباني.

## وصلات خارجية
- هاروكي ساروتو على موقع رابطة كرة القدم اليابانية للمحترفين (اليابانية)
- هاروكي ساروتو على موقع إي إس بي إن إف سي (الإنجليزية)
- هاروكي ساروتو على موقع قاعدة بيانات كرة القدم.إي يو (الإنجليزية)
- هاروكي ساروتو على موقع Soccerway.com (الإنجليزية)
- هاروكي ساروتو على موقع عالم كرة القدم.نت (الإنجليزية)